# Anisopappus anemonifolius
Anisopappus anemonifolius es una especie de planta floral perteneciente al género Anisopappus, categorizada en la tribu Athroismeae, de la subfamilia Asteroideae. Fue descrita por (DC.) G.Taylor.
Fue publicada en J. Bot. 71: 165 (1933). Especie nativa de Angola, Madagascar y Zambia que crece en el bioma tropical.